# Projasus
Genre
Projasus est un genre de langoustes de la famille des Palinuridae.

## Liste des espèces
Selon World Register of Marine Species (30 décembre 2018) :
- Projasus bahamondei George, 1976 - Langouste chilienne
- Projasus parkeri (Stebbing, 1902)